# ودینگ (برلین)
ودینگ (به آلمانی: Berlin-Wedding) یک منطقهٔ مسکونی در شهر برلین آلمان است. ودینگ ۷۶٬۳۶۳ نفر جمعیت دارد.

## نگارخانه

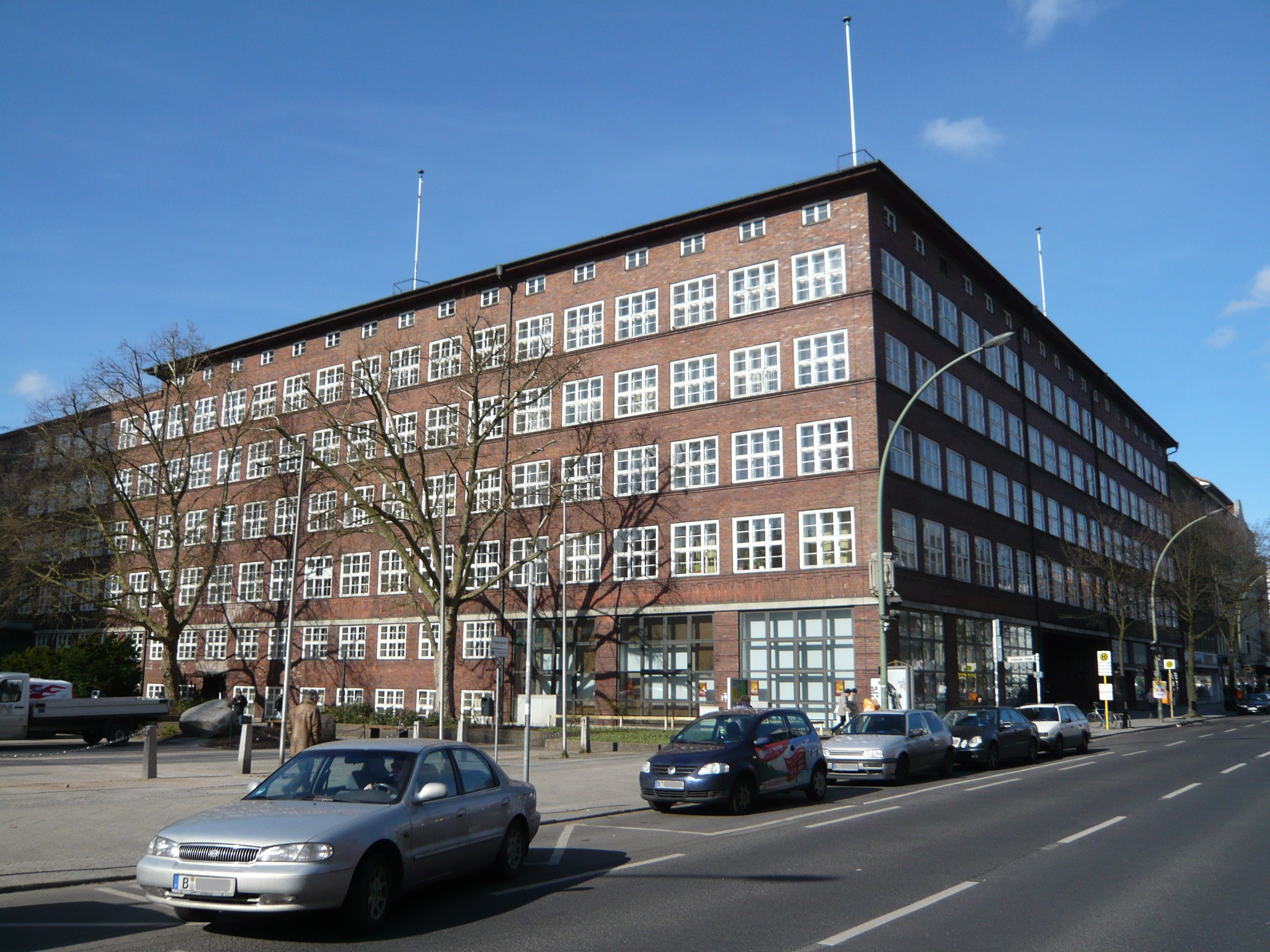
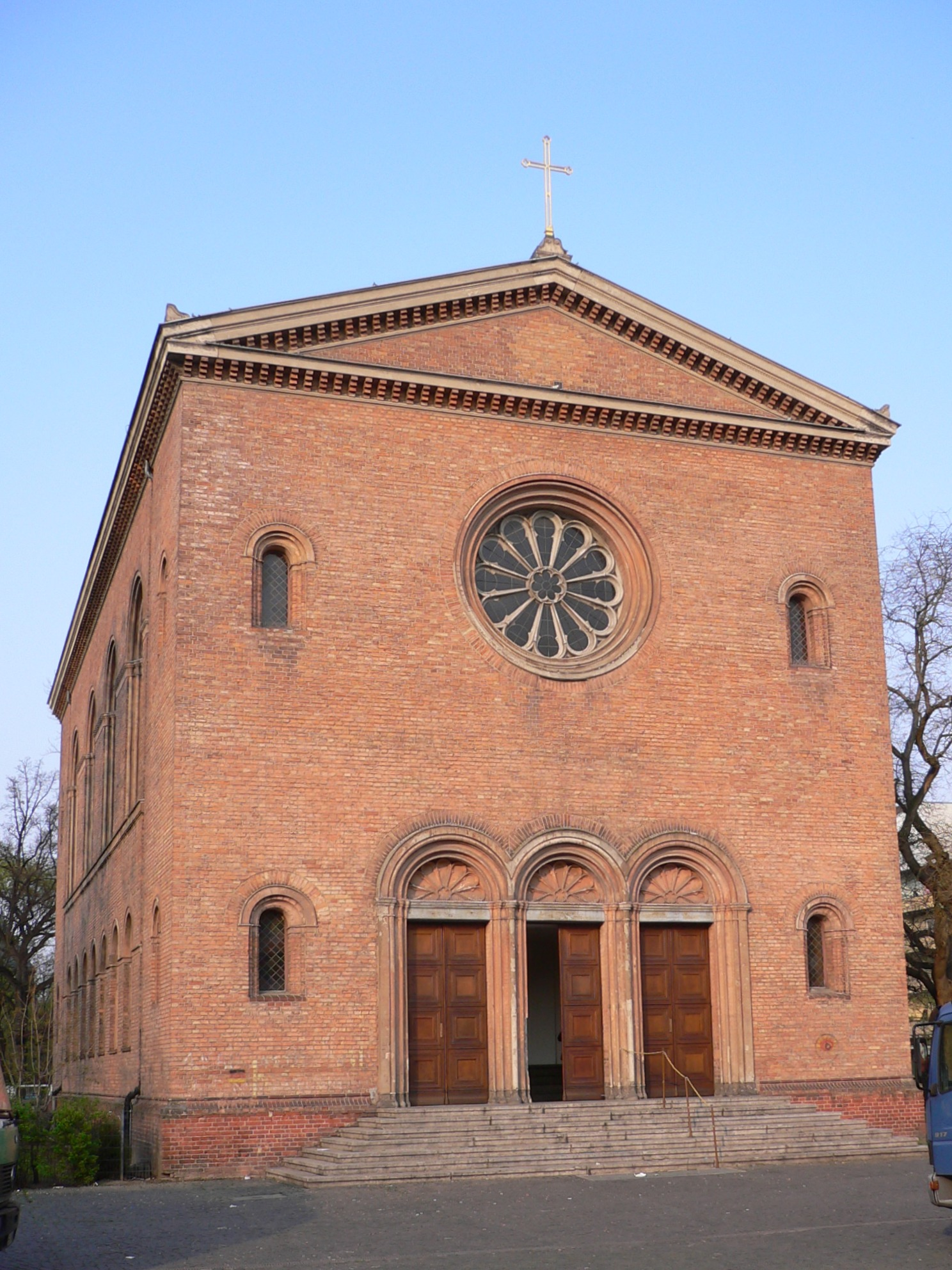